# Spelobia belanica
Spelobia belanica är en tvåvingeart som beskrevs av Rohacek 1983. Spelobia belanica ingår i släktet Spelobia och familjen hoppflugor. Arten är reproducerande i Sverige. Inga underarter finns listade i Catalogue of Life.